# Beechcraft Bonanza
Beechcraft Bonanza – lekki samolot turystyczny zaprezentowany przez przedsiębiorstwo Beechcraft w 1947 roku, nadal w produkcji, najdłużej produkowany model samolotu na świecie.

## Historia
Pierwszy metalowy, czteromiejscowy samolot turystyczny o podwyższonym komforcie wprowadzony na rynek po II wojnie światowej. W wersjach V35 i F33 dostosowany do przewozu 4-5 osób. Wersja A36/A36TC miała sześć miejsc. Lufthansa wykorzystywała wersję F33A jako samolot szkolny.

## Konstrukcja
Samolot turystyczny w układzie wolnonośnego dolnopłata o konstrukcji metalowej. Kadłub o przekroju prostokątnym, kabina dostępna poprzez drzwi na prawej burcie. Płat dwudzielny, dwudźwigarowy z pracującym poszyciem o obrysie trapezowym, z wzniosem 6° i skręceniem 3°. Profil u nasady NACA-23016, przechodzi na końcu płata w NACA 23012. Usterzenie Rudlickiego złożone z dwóch identycznych elementów w wzniosie 33°. Podwozie trójkołowe z kółkiem przednim, chowane w locie. Napęd – płaski silnik sześciocylindrowy Continental IO-520 napędzający dwułopatowe (lub trójłopatowe) śmigło.